# Anisodes timotheus
Anisodes timotheus är en fjärilsart som beskrevs av William Schaus 1912. Anisodes timotheus ingår i släktet Anisodes och familjen mätare. Inga underarter finns listade i Catalogue of Life.